# Wangfeng (socken i Kina, Hunan)
Wangfeng (kinesiska: 望峰, 望峰乡) är en socken i Kina. Den ligger i provinsen Hunan, i den södra delen av landet, omkring 97 kilometer söder om provinshuvudstaden Changsha. Antalet invånare är 10053. Befolkningen består av 4 902 kvinnor och 5 151 män. Barn under 15 år utgör 21,0 %, vuxna 15-64 år 67 %, och äldre över 65 år 11,0 %.
Genomsnittlig årsnederbörd är 1 770 millimeter. Den regnigaste månaden är maj, med i genomsnitt 314 mm nederbörd, och den torraste är oktober, med 35 mm nederbörd.